# Surrogatschlüssel
Ein Surrogatschlüssel (Stellvertreterschlüssel, englisch surrogate key wörtlich ‚Ersatzschlüssel‘, auch künstlicher Schlüssel oder synthetischer Schlüssel genannt) ist ein Datenbankschlüssel, der nicht aus den Daten in der Tabelle abgeleitet wird. Surrogatschlüssel werden i. d. R. automatisch gebildet (z. B. als fortlaufende Nummer), häufig als Primärschlüssel verwendet und dienen dem einfacheren Zugriff auf Datensätze.

## Abgrenzung zu Natürlichen Schlüsseln
Im Gegensatz zu einem natürlichen Schlüssel, auch „sprechender Schlüssel“ genannt, werden Surrogatschlüssel künstlich erzeugt. Der natürliche Schlüssel hingegen wird aus den Feldern, die ein Datenobjekt beschreiben (z. B. der Vorname, der Nachname und das Geburtsdatum beschreiben den Kunden), intuitiv abgeleitet.

## Erzeugung
Der Surrogatschlüssel ist häufig, aber nicht zwingend, eine fortlaufende Nummer (Sequenznummer oder Autowert). Der Schlüssel kann entweder durch das Datenbanksystem oder durch ein Anwendungsprogramm vergeben werden. Im ersteren Fall wird die Spalte je nach Datenbanksystem Sequenz, Auto-Inkrement oder Identität genannt. Klassische Anwendungen sind hier ETL-Tools für Data-Warehouses.
Bekannte Vertreter von Surrogatschlüsseln, die keine Sequenznummern sind, sind die Universally Unique Identifier (UUIDs) und Globally Unique Identifier (GUIDs).

## Vorteile
Die wichtigste Eigenschaft eines Surrogatschlüssels ist, dass er die Referenz auf ein Datenelement vereinfacht. Im Gegensatz zu einem zusammengesetzten Schlüssel muss lediglich ein einzelnes Feld als Fremdschlüssel verwaltet werden.
Ein weiterer Vorteil ist, dass beim Ändern eines Datenobjektes der Wert des Surrogatschlüssels unverändert bleibt, da er keinerlei Beziehung zu den Daten hat. Folglich ist auch eine Änderung des Fremdschlüssels unnötig.
Schließlich ist es in der Praxis oft nicht klar, welche Felder einen sprechenden Schlüssel bilden (oder ein Schlüssel, der ursprünglich eindeutig war, muss aufgrund geänderter Anforderungen später um weitere Felder ergänzt werden. Sobald es z. B. einen Kunden mit gleichem Vornamen, Nachnamen und Geburtstag gibt, muss z. B. die PLZ noch hinzugefügt werden).

### Beispiel
In der Mitarbeiter-Datenbank eines Unternehmens A wird die interne Mitarbeiter-Nummer als sprechender Schlüssel gewählt. Später kommen durch einen Zusammenschluss mit einem weiteren Unternehmen B neue Mitarbeiter hinzu. Deren Mitarbeiter-Nummern kollidieren mit Nummern von Mitarbeitern aus A (weil sie in B vor dem Zusammenschluss mit A vergeben wurden). In diesem Falle muss der Schlüssel geändert werden (etwa durch Hinzufügen eines weiteren Feldes für die Herkunft des Mitarbeiters).
Eine spätere Änderung des Schlüssels (also eine Änderung der Liste der Felder) ist aber äußerst aufwändig, weil sie in allen abhängigen Tabellen und in allen Programmen, die eine dieser Tabellen benutzen, nachvollzogen werden muss.

## Nachteile
Der Surrogatschlüssel in der Datenbank lässt nicht erkennen, wie die Schlüsselkandidaten aussehen. Würden Daten eingegeben, die sich ausschließlich in ihrem Index unterscheiden, reduzieren sich alle Schlüsselkandidaten auf diesen Index und das Datenbankdesign bricht in sich zusammen. Beispielsweise funktionieren Fremdschlüsselverweise auf ehemalige Alternativschlüssel nicht mehr.

## Anwendungen
Surrogatschlüssel spielen bei der Integration von Daten in ein Data-Warehouse eine wichtige Rolle. Hier werden Daten aus operativen Datenbanken extrahiert und in ein Sternschema überführt. Dabei werden die Daten in Fakten und Dimensionen aufgeteilt. Die Faktentabellen enthalten hier oft eine große Anzahl von Fremdschlüsseln, die auf die Dimensionstabellen verweisen. Diese Aufteilung ist ohne Surrogatschlüssel in der Praxis nicht durchführbar.